# Kloster Capolago
Das Kloster Capolago (SS. Trinità di Capolago; S.S. Trinitas de Capite-Lacus) war eine Zisterziensermönchsabtei in der Lombardei, Italien. Es lag in der heutigen Gemeinde Varese, rund 1 km nördlich vom Ortsteil Buguggiate der Gemeinde Azzate in der heutigen Provinz Varese, in der Nähe des Lago di Varese.

## Geschichte
Das Kloster war ursprünglich eine Benediktinergründung aus der Mitte des 11. Jahrhunderts. Die Klosterkirche war vom Mailänder Erzbischof Guido da Velate geweiht worden. Das innerhalb von zwei Jahrhunderten stark heruntergewirtschaftete Kloster wurde von Erzbischof Guglielmo da Rizolio von Mailand 1236 reformiert und dem 1135 gegründeten Kloster Chiaravalle Milanese aus der Filiation der Primarabtei Clairvaux unterstellt; Papst Gregor IX. bestätigte dies noch im selben Jahr. Erster Prior des Zisterzienserklosters war Arnoldo di Calabria. Die Zisterzienser errichteten eine neue Kirche oder bauten die Kirche des Benediktinerklosters um. Das Kloster fiel später in Kommende und scheint bei der Gründung der italienischen Zisterzienserkongregation des heiligen Bernhard im Jahr 1497 nicht mehr auf.

## Anlage und Bauten
Die Kirche ist heute Pfarrkirche. Vom Kloster sind nur noch der Eingangsbogen und zwei steinerne Kapitelle „im französischen Geschmack“ erhalten.